# Ivan Thorson
Ivan Walter Thorson, född den 3 februari 1897 i Fritsla församling, Älvsborgs  län, död den 15 september 1993 i Linköping, var en svensk militär. Han var bror till Alvar Thorson.

## Biografi
Thorson blev fänrik vid Göta artilleriregemente 1917 och löjtnant där 1920. Han tjänstgjorde vid arméförvaltningens artilleridepartement 1926–1934 och var chef för artilleristabens utrustningsavdelning 1934–1937. Thorson befordrades till kapten 1931 och övergick 1937 till Svea artilleriregemente, där han blev major 1938 (i artilleristabskåren 1940). Han var chef för artilleriinspektionens organisations- och utrustningsavdelning 1940–1942 och stabschef vid artilleriinspektionen 1942. Thorson, som blev överstelöjtnant 1941, var chef för Artilleri- och ingenjörhögskolan 1942–1946. Han befordrades till överste i generalstabskåren 1943 och var chef för Bodens artilleriregemente 1946–1951 och för Smålands artilleriregemente 1951–1957. Thorson invaldes som ledamot av Krigsvetenskapsakademien 1944. Han blev riddare av Svärdsorden 1938 och av Nordstjärneorden 1945, kommendör av andra klassen av Svärdsorden 1947 och kommendör av första klassen 1950.